# Martirio dei francescani ad Almaliq
Il Martirio dei francescani ad Almaliq è un affresco di Ambrogio Lorenzetti, datato al 1342 e conservato nella basilica di San Francesco a Siena.

## Storia
L'artista senese Ambrogio Lorenzetti fu il primo artista a dipingere la popolazione della Mongolia come si presentavano nella loro vita reale, dipinto eseguito per la sala capitolare del convento francescano di Siena. L'opera, unica nel suo genere, è anche testimonianza di quanto fosse realmente accaduto ai sei frati francescani che si spinsero fino alle terre occupate dalla popolazione mongola per portare il messaggio del vangelo cercando di cristianizzarne il territorio. La sala ospitava anche il grande dipinto della Crocifissione lavoro del fratello Pietro Lorenzetti.
L'affresco racconta il martirio dei sei frati alla corte di 'Ali Sultan, che era diventano khan dopo aver avvelenato il suo predecessore Yesun Temür. Se il predecessore aveva ben accolta la rappresentanza francescana, il nuovo khan si mostrò invece ostile a ogni forma di religione e di personaggi che non si fossero avvicinati e convertiti alla religione musulmana. Per questo i francescani nel giugno del 1339 furono condannati alla decapitazione. L'evento fu probabilmente raccontato da alcuni mercanti perché fonti ufficiali hanno la datazione successiva alla data dell'affresco.
Inizialmente l'affresco fu relazionato al martirio del frate Pietro da Siena e dei suoi tre compagni in una località dell'India avvenuto nel 1321, evento raccontato dal beato Odorico da Pordenone e Guglielmo da Solagna al ritorno da un suo viaggio in Oriente. Questi si era recato a Thane per recuperare le salme dei martiri. Di questo eventi fu realizzato un affresco esposto nei musei civici di Udine e che era presente nella chiesa di San Francesco, ma nell'affresco di Siena sono ben visibili sei frati decapitati. Anche il Lorenzetti ne aveva realizzato un ciclo pittorico sempre per il convento francescano senese, dipinti che ebbero un'ottima critica ma che sono andati perduti. Solo nel 2002 fu identificato il vero soggetto raffigurato.

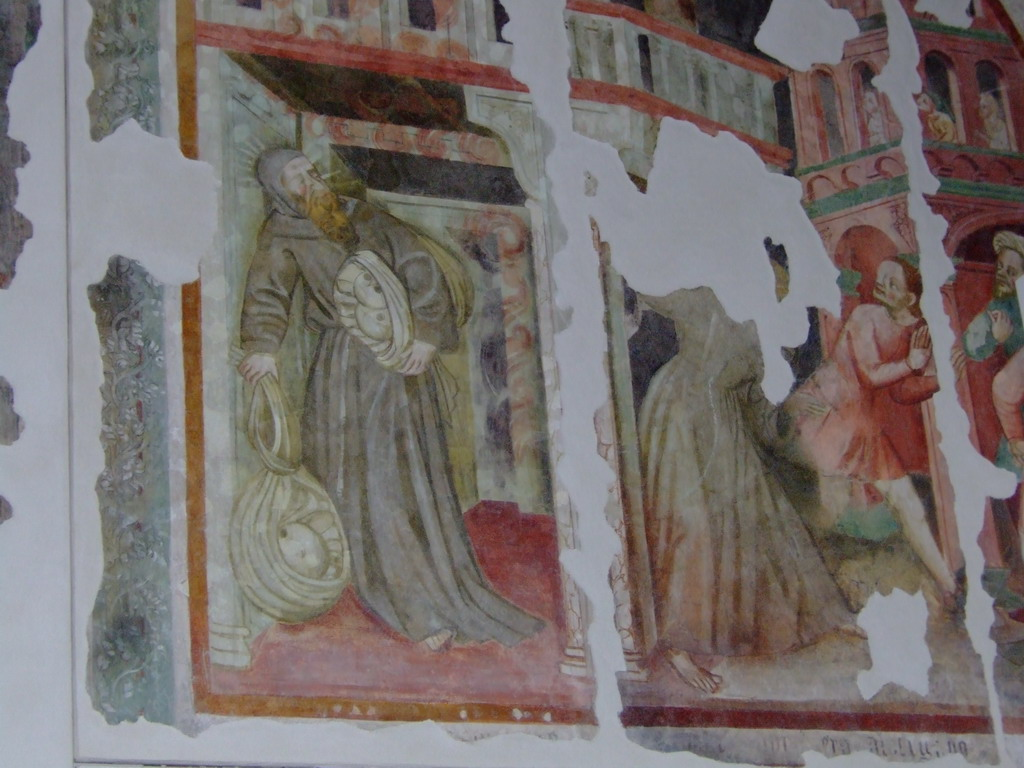
Beato Odorico che salva i resti dei frati martirizzati a Thane-Chiesa di San Francesco di Udine

Il dipinto che era posto nella sala capitolare del monastero francescano, fu rimosso con la tecnica dello stacco a massello prima che la sala diventasse il refettorio del nuovo seminario vescovile cittadino. L'opera nel 1857, fu collocata nella cappella Bandini sul lato a sinistra di fronte fu posta la Professione Pubblica di san Ludovico di Tolosa, sempre del Lorenzetti.

## Descrizione e stile
Il dipinto di grandi dimensioni e particolarmente dettagliato, è posto all'interno di una cornice con disegni geometrici e blasoni delle famiglie cittadine. L'artista nell'opera ha un'ottima padronanza degli spazi nonché ottima interpretazione prospettica. Di particolare importanza è la sua capacità di proporre le espressione intime dei personaggi raffigurati diventando una rappresentazione teatrale che coglie l'attimo più intenso del dramma.
La scena è inserita in una loggia a tre campate ad archi a sesto acuto e a volte incrociate, entro i quali l'artista inserì i personaggi su tre livelli differenti dando un'ottica di profondità all'osservatore. Come il Lorenzetti potesse conoscere le caratteristiche somatiche dei tartari non è dato saperlo anche se già nel 1300 una rappresentanza di questo popolo raggiunse Roma in occasione del giubileo universale voluto da papa Bonifacio VIII, evento che aveva lasciato numerosi contatti tra la Santa Sede e ambasciatori della Mongolia.

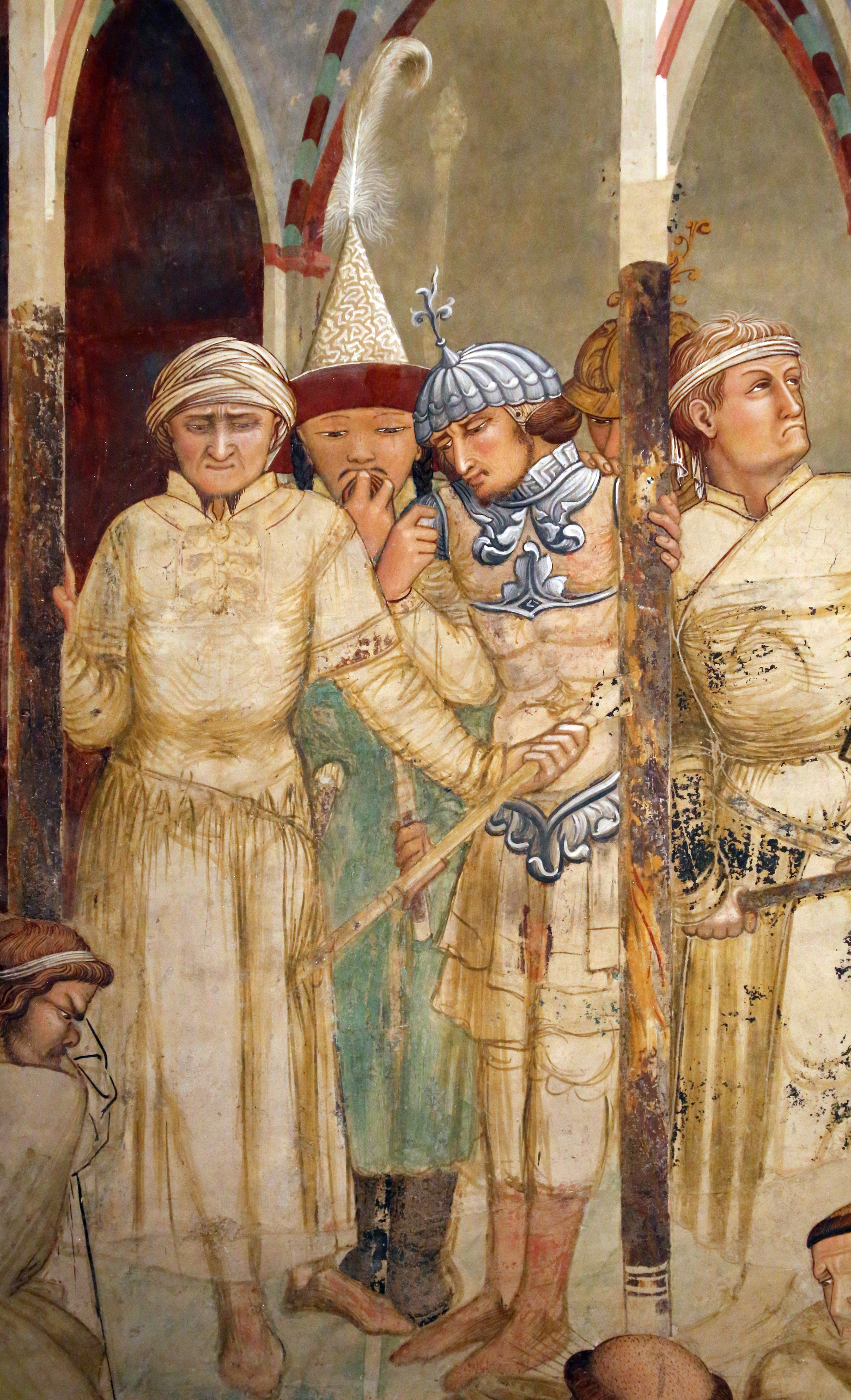
Soldati - particolare

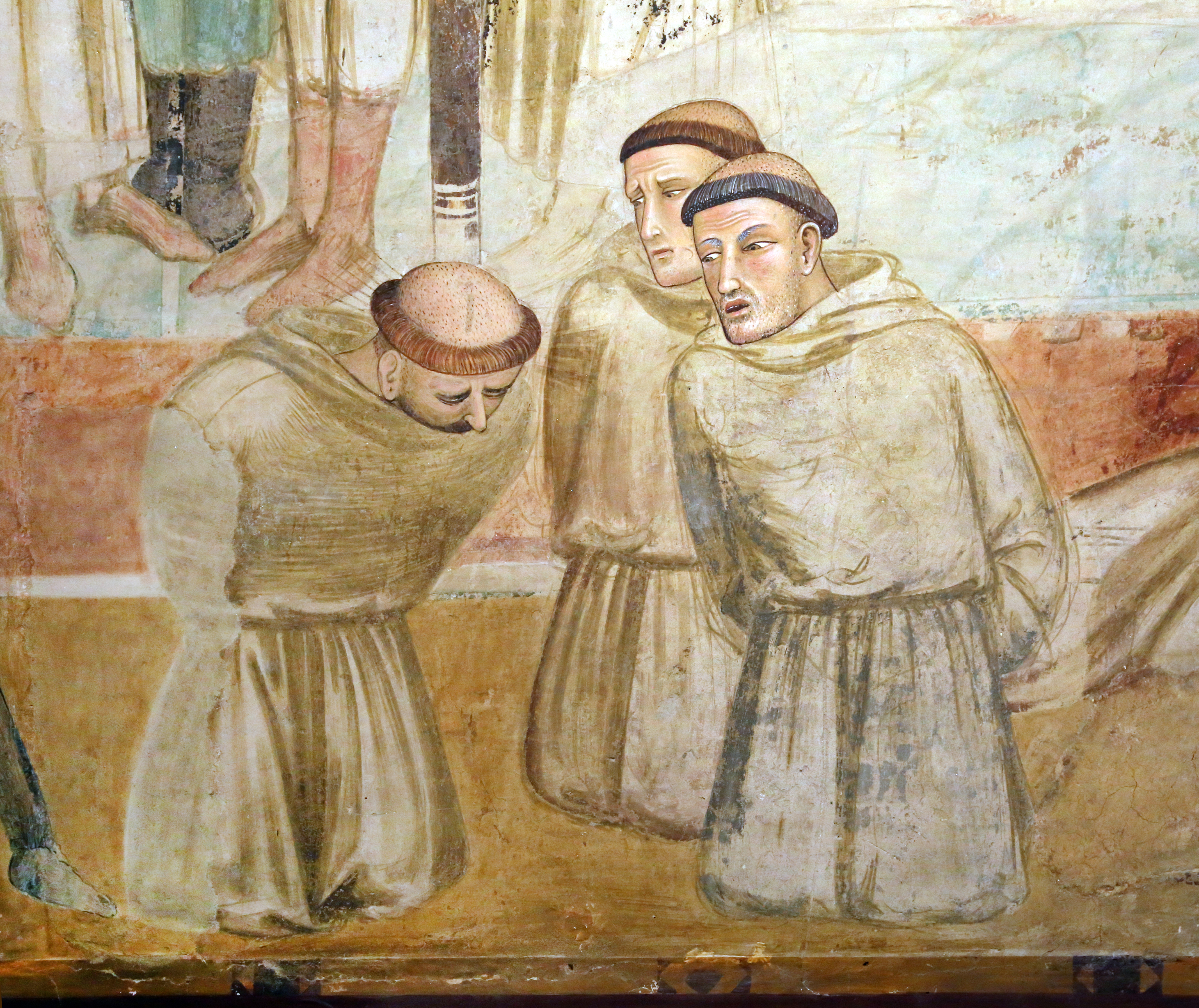
Martirio dei frati - particolare

Il loggiato presenta nella parte superiore sette pinnacoli che ospitano sette piccole statue raffiguranti i vizi capitali riconoscibili dai relativi attributi.
Il livello superiore raffigura il khan seduto su di un trono con un atteggiamento particolarmente crudele che regge con le due mani una spada posta sulle ginocchia.
Il livello centrale sul lato destro ospita due gruppi individuabili per tratti somatici, il taglio degli occhi e i baffi, dignitari e soldati, ben raffigurati dal Lorenzetti anche nei sentimenti. Vi è un personaggio proveniente dalla regione persiana di Bukhara con il classico abito lungo abbottonato sul davanti,, indossa sul capo una turbate, accanto un ufficiale della cavalleria tartara con i cappello a cono culminante con una grande piuma bianca, i caratteristici stivali di feltro, la lunga tunica. Segue un uomo con la divisa da soldato e l'emo a spicchi rigonfi, il medesimo soggetto si può trovare raffigurato nel luogo originario dei tartari: le «Grotte Kizil del bacino del Tarim.
Sul lato destro vi sono raffigurati altri tre personaggi di cui uno indossa il cappello a cilindro con l'aggiunta di una grinfia adunca d'uccello che conferisce al personaggio maggior crudeltà, e due persone in armi dai lineamenti occidentali, forse mercenari al soldo convertiti al musulmanesimo.
Il terzo livello presenta l'intensa scena del martirio, con il boia a sinistra nell'atto di sguainare la spada sui tre frati francescani inginocchiati e con le mani legate sulla schiena. Il lato opposto, mancante di alcune parti, presenta le tre teste già decapitate da un ulteriore boia posta esternamente che sta già deponendo la spada nel fodero e che si mostra dallo sguardo truce e i capelli arruffati. Due giovani che osservano un terzo che lancia un sasso sui poveri martiri sono posti all'estrema destra dell'affresco. Di particolare presa è la testa del martire ormai acefalo, che con la bocca semiaperta mostra l'espressione drammaticamente sofferente che aveva nell'attimo del martirio.